# Maumusson (Loire-Atlantique)
Pour les articles homonymes, voir Maumusson.
Maumusson est une ancienne commune de l'Ouest de la France, située dans le département de la Loire-Atlantique, en région Pays de la Loire, devenue le 1er janvier 2018, une commune déléguée de la commune nouvelle de Vallons-de-l'Erdre. Sise dans la marche de Bretagne, Maumusson se situe dans le pays d'Ancenis.
Longtemps sous la domination de la seigneurie de La Motte, Maumusson a connu une période tourmentée lors de la Révolution, ses habitants rejoignant en nombre les rangs des Chouans. L'économie est depuis l'origine basée sur l'agriculture et l'élevage. Maumusson a subi une période de déclin démographique qui a pris fin au début du XXIe siècle.

## Géographie

### Situation

Situation de la commune de Maumusson dans le département de la Loire-Atlantique.

Maumusson est située à 10 km au nord-est d'Ancenis. Les communes limitrophes sont Bonnœuvre, Pannecé, Pouillé-les-Côteaux, La Roche-Blanche, Loireauxence en Loire-Atlantique, Freigné en Maine-et-Loire.
| Bonnœuvre (Vallons-de-l'Erdre) | Freigné (Vallons-de-l'Erdre) |              |
| Pannecé                        | Maumusson                    | Loireauxence |
| Pouillé-les-Côteaux            | La Roche-Blanche             |              |

### Relief
Le sud de la commune est relativement plat. Le nord est parcouru dans l'axe est-ouest d'un relief peu élevé.

### Hydrographie
La commune est parcourue par la Motte, la Morleyère, la Libaudière et le Gué des Forges.

### Climat
Avec sa façade océanique orientée vers l'Ouest et un relief peu accentué, le climat de la Loire-Atlantique est de type tempéré océanique. Les hivers y sont doux (5 °C en moyenne), les étés faiblement chauds (18 °C en moyenne). Les précipitations sont fréquentes (surtout en hiver et au printemps) mais rarement violentes.
Maumusson est proche de la région angevine. Le tableau suivant recense les données climatique d'Angers, distante de 40 kilomètres à vol d'oiseau de la commune de Maumusson.
| Mois                                                  | Janv | Fév  | Mars | Avr  | Mai  | Juin | Juil | Août | Sept | Oct  | Nov  | Déc  | Année |
| ----------------------------------------------------- | ---- | ---- | ---- | ---- | ---- | ---- | ---- | ---- | ---- | ---- | ---- | ---- | ----- |
| Températures maximales moyennes (°C)                  | 7,9  | 9,2  | 12,6 | 15,3 | 19   | 22,6 | 24,9 | 24,7 | 21,8 | 17   | 11,4 | 8,4  | 16,2  |
| Températures minimales moyennes (°C)                  | 2,1  | 2,2  | 3,9  | 5,6  | 8,9  | 11,8 | 13,6 | 13,4 | 11,3 | 8,4  | 4,6  | 2,8  | 7,4   |
| Températures moyennes (°C)                            | 5    | 5,7  | 8,2  | 10.4 | 13,9 | 16,2 | 19,2 | 19,1 | 16,5 | 12,7 | 8    | 5,6  | 11,8  |
| Moyennes mensuelles de précipitations (mm)            | 62,1 | 50,8 | 51,7 | 44,6 | 54,4 | 41,2 | 43,8 | 44,9 | 52,2 | 59,6 | 64,5 | 63,4 | 633,4 |
| Durée mensuelle d'ensoleillement (heures/mois)        | 70   | 92   | 141  | 179  | 201  | 234  | 248  | 237  | 191  | 129  | 89   | 65   | 1877  |
| Source : Climatologie de 1947 à 2008 - Angers, France |      |      |      |      |      |      |      |      |      |      |      |      |       |

### Risques de catastrophe naturelle
La commune est dans une zone de risque sismique négligeable. Elle a connu des dommages ayant entraîné la publication d'un arrêté de reconnaissance de catastrophe naturelle à la suite des inondations de décembre 1999.

## Toponymie
Le nom de la localité est attesté sous les formes Malus Mutius en 1135, de Malo Mulçone en 1104 (ou 1144) et Maumocon en 1276.
Maumusson est une commune autrefois située dans la zone de transition entre gallo et angevin au sein du continuum de langue d'oïl. La forme gallèse proposée par l'Institut du Gallo est Maomusson . La forme bretonne proposée par l'Office public de la langue bretonne est Malvegon.

## Histoire

### Origines
Les traces de l'activité humaine de la préhistoire et de l'antiquité n'ont pas été révélées sur le territoire de la commune. Il semble, d'après des photos aériennes prises peu avant 2004, que se situait à La Besnière une ferme gauloise. Pendant la période gallo-romaine une voie de communication parcourait le nord du territoire de la commune. L'existence de la paroisse de Maumusson est attestée pour la première fois en 1104 dans une charte de l'évêque de Nantes Guérech II de Cornouaille. Celui-ci confirme que Maumusson dépend de l'abbaye Saint-Florent de Saumur. Maumusson fait partie du duché de Bretagne jusqu'en 1532 avant d'être intégrée au royaume de France par le traité d'union de la Bretagne à la France.

### Moyen Âge et Temps modernes
Au Moyen Âge le territoire de la paroisse est divisée en plusieurs petites seigneuries, la plus importante étant celle de La Motte. Seuls les nobles de cette terre portaient le nom de seigneurs de Maumusson. Ils exercent les droits de haute, moyenne et basse justice. En 1658 la marquise de Sévigné séjourne à La Motte, de même que, en 1661, les mousquetaires du roi commandés par le capitaine d'Artagnan, en route pour accompagner Louis XIV qui va présider la session des États de Bretagne. À cette occasion, les mousquetaire arrêtent Nicolas Fouquet devant la cathédrale de Nantes. La seigneurie de La Motte relève de celle de la Motte-Glain. En 1701 elle est réunie à celle de Saint-Herblon. Ainsi se forme le marquisat de Châteaufromont. La seigneurie de La Motte passe sous dépendance de Saint-Mars-la-Jaille lorsque la famille de la Ferronnays en devient propriétaire en 1740.

### Révolution et chouannerie
La Révolution a marqué la commune. La population refuse la constitution civile du clergé. En révolte contre le gouvernement républicain, plusieurs Maumussonnais sont tués. Le prêtre est fusillé. Menés par Jean Terrien dit Cœur de lion, les Chouans combattent les Républicains, tuant plusieurs soldats au cours de nombreux combats.

### Depuis leXIXesiècle
Durant les Cent-Jours, quelques royalistes sont tués à Maumusson. En 1872 une partie du territoire de La Rouxière est cédé à Maumusson. Cette portion de territoire, appelée « la queue de poêle » couvre 174 hectares et est peuplée de 78 habitants. Lors de la Première Guerre mondiale, 53 Maumussonnais sont « morts pour la France », et trois lors de la Seconde Guerre mondiale.
L'économie de la commune est toujours basée sur l'agriculture et l'élevage au XXIe siècle. Entre 1950 et 2000 le nombre d'exploitations agricoles à Maumusson a été divisé par trois : 113 en 1950, 103 en 1970, 80 en 1980 et 30 en 2000. La mécanisation est apparue de manière progressive : la première faucheuse en 1920, le premier tracteur en 1944, la première moissonneuse-batteuse en 1956, la première trayeuse en 1960 et la première salle de traite en 1980. Maumusson subit l'exode rural jusqu'au début du XXIe siècle, la tendance démographique s'inversant après 2005.

## Politique et administration
Maumusson est située dans le canton d'Ancenis depuis 2015 (auparavant, il se trouvait dans le canton de Saint-Mars-la-Jaille), arrondissement d'Ancenis, dans le département de la Loire-Atlantique. Comme pour toutes les communes françaises comptant entre 500 et 1 500 habitants, le conseil municipal est constitué de quinze membres en 2011.

### Liste des maires
| Période                                  | Période   | Identité            | Étiquette     | Qualité  |
| ---------------------------------------- | --------- | ------------------- | ------------- | -------- |
| 1870                                     | 1901      | Théophile Lambourg  |               |          |
| 1901                                     | 1919      | Jean Dupont         |               |          |
| 1919                                     | 1925      | Joseph du Gasset    |               |          |
| 1925                                     | 1931      | Jacques Bory        |               |          |
| 1931                                     | 1935      | Auguste Joubert     |               |          |
| 1935                                     | 1945      | René Bory           |               |          |
| 1945                                     | 1947      | Joseph Livenais     |               |          |
| 1947                                     | 1965      | Joseph Legendre     |               |          |
| 1965                                     | 1983      | Maurice Goizet      |               |          |
| 1983                                     | 1995      | Francaire Bory      |               |          |
| mars 1995                                | mars 2008 | Jean-Paul Trimoreau |               |          |
| mars 2008                                | mars 2014 | André Guillet       |               | retraité |
| mars 2014                                | En cours  | Lucien Talourd      | Divers gauche | retraité |
| Les données manquantes sont à compléter. |           |                     |               |          |

### Intercommunalité
Maumusson est membre de la communauté de communes du Pays d'Ancenis, qui est constituée de vingt-neuf communes regroupées autour d'Ancenis. La commune est représentée au conseil intercommunal par le maire et deux élus communautaires.

## Population et société

### Démographie
Selon le classement établi par l'Insee, Maumusson est une commune multipolarisée. Elle fait partie de la zone d'emploi d'Ancenis et du bassin de vie de Saint-Mars-la-Jaille. Elle n'est intégrée dans aucune unité urbaine. Toujours selon l'Insee, en 2010, la répartition de la population sur le territoire de la commune était considérée comme « peu dense » : 88 % des habitants résidaient dans des zones « peu denses »  et 12 % dans des zones « très peu denses ».

#### Évolution démographique
L'évolution du nombre d'habitants est connue à travers les recensements de la population effectués dans la commune depuis 1793. Pour les communes de moins de 10 000 habitants, une enquête de recensement portant sur toute la population est réalisée tous les cinq ans, les populations de référence des années intermédiaires étant quant à elles estimées par interpolation ou extrapolation. Pour la commune, le premier recensement exhaustif entrant dans le cadre du nouveau dispositif a été réalisé en 2008.

En 2015, la commune comptait 1 046 habitants, en évolution de +5,76 % par rapport à 2009 (Loire-Atlantique : +6,68 %, France hors Mayotte : +2,11 %).
| 1793 | 1800 | 1806 | 1821  | 1831  | 1836  | 1841  | 1846  | 1851  |
| ---- | ---- | ---- | ----- | ----- | ----- | ----- | ----- | ----- |
| 965  | 964  | 988  | 1 035 | 1 128 | 1 118 | 1 095 | 1 085 | 1 038 |

| 1856  | 1861  | 1866  | 1872  | 1876  | 1881  | 1886  | 1891  | 1896  |
| ----- | ----- | ----- | ----- | ----- | ----- | ----- | ----- | ----- |
| 1 083 | 1 114 | 1 265 | 1 356 | 1 388 | 1 412 | 1 431 | 1 414 | 1 304 |

| 1901  | 1906  | 1911  | 1921  | 1926  | 1931  | 1936 | 1946 | 1954 |
| ----- | ----- | ----- | ----- | ----- | ----- | ---- | ---- | ---- |
| 1 235 | 1 213 | 1 122 | 1 072 | 1 009 | 1 009 | 938  | 901  | 904  |

| 1962 | 1968 | 1975 | 1982 | 1990 | 1999 | 2006 | 2008 | 2013  |
| ---- | ---- | ---- | ---- | ---- | ---- | ---- | ---- | ----- |
| 894  | 862  | 824  | 826  | 833  | 810  | 949  | 990  | 1 032 |

| 2015  | - | - | - | - | - | - | - | - |
| ----- | - | - | - | - | - | - | - | - |
| 1 046 | - | - | - | - | - | - | - | - |

### Pyramide des âges
Les données suivantes concernent l'année 2013.
La population de la commune est relativement jeune. Le taux de personnes d'un âge supérieur à 60 ans (21,4 %) est en effet inférieur au taux national (22,6 %) et au taux départemental (22,5 %),,.
À l'instar des répartitions nationale et départementale, la population féminine de la commune est supérieure à la population masculine. Le taux (50,2 %) est du même ordre de grandeur que le taux national (51,6 %),,.
| Hommes | Classe d’âge | Femmes |
| ------ | ------------ | ------ |
| 0,6    | 90 ans ou +  | 1,0    |
| 5,1    | 75 à 89 ans  | 7,3    |
| 15,0   | 60 à 74 ans  | 13,9   |
| 17,7   | 45 à 59 ans  | 18,0   |
| 23,2   | 30 à 44 ans  | 21,6   |
| 13,2   | 15 à 29 ans  | 12,4   |
| 25,3   | 0 à 14 ans   | 25,9   |

| Hommes | Classe d’âge | Femmes |
| ------ | ------------ | ------ |
| 0,4    | 90 ans ou +  | 1,3    |
| 5,8    | 75 à 89 ans  | 9,1    |
| 13,5   | 60 à 74 ans  | 14,6   |
| 19,6   | 45 à 59 ans  | 19,2   |
| 20,8   | 30 à 44 ans  | 19,6   |
| 19,4   | 15 à 29 ans  | 17,7   |
| 20,5   | 0 à 14 ans   | 18,5   |

## Équipements et services

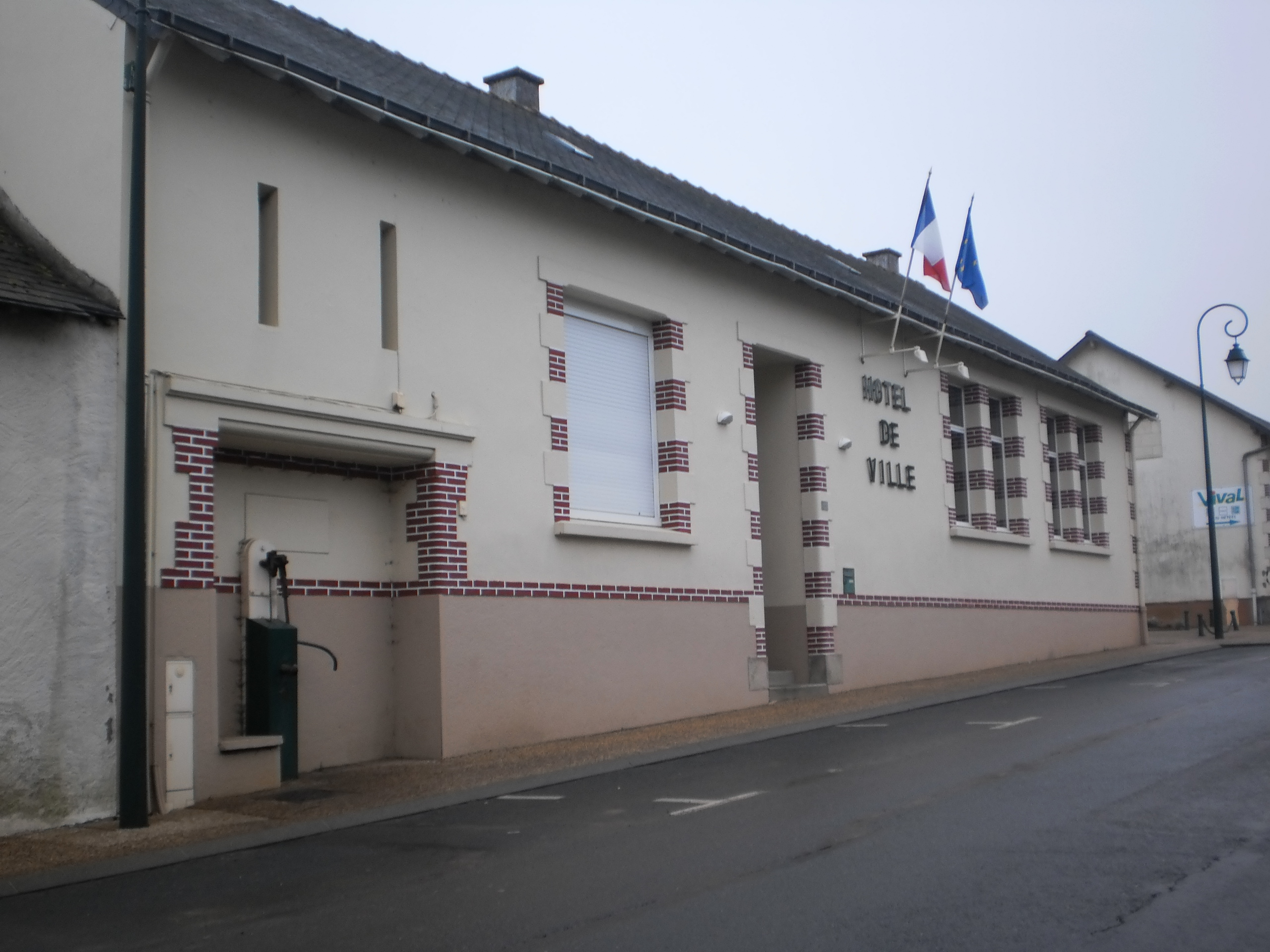
Mairie de Maumusson.

### Santé
Il n'y a pas de médecin à Maumusson, les plus proches sont situés à Belligné et Saint-Mars-la-Jaille. Les infirmiers les plus proches se trouvent à Belligné et à La Roche-Blanche. Un centre hospitalier est installé à Ancenis.

### Enseignement
Maumusson dépend de l'académie de Nantes. Il n'y a pas d'école publique dans la commune. L'école privée Sainte-Marie fait partie réseau de l'enseignement catholique. Le collège le proche se trouve à Saint-Mars-la-Jaille, et les lycées se situent à Ancenis.

### Manifestations culturelles et festivités
En mai 2011 est organisé le 7e festival de musique,organisé par la Maumission Association des jeunes de Maumusson qui a baptisé son Festival « ô mauvais buisson », qui a accueilli en 2010 le groupe Elmer Food Beat, en 2011 Mademoiselle K, Archimède, Oldelaf et en 2016 Epsylon et Youssoupha. De nombreuses autres manifestations se déroulent tout au long de l'année : repas conviviaux, randonnées, spectacles, manifestations sportives, etc.

### Associations
La plus ancienne association de la commune est la Société de jeu de boules, fondée en 1938. En 1956, sous l'impulsion de l'abbé Emriau, vicaire instituteur, l'Association sportive maumussonnaise est créée, autour de la pratique du football. En 2004 la mairie recensait 22 associations sportives, culturelles, d'anciens combattants, de supporters, de pêche.

## Économie
Au 1er janvier 2009 l'Insee recensait 25 entreprises dans la commune, dont trois dans l'industrie, neuf dans la construction et treize dans le commerce, les transports et les services divers. Selon la même source, il y avait cette année-là 140 emplois à Maumusson, et 6,2 % des actifs étaient au chômage.
L'agriculture est un domaine important de l'activité économique maumussonnaise. La superficie totale des exploitations est passée de 2 069 ha en 1988 à 2 119 ha en 2000, le nombre d'exploitations passant de 61 à 42 dans cette période. Le nombre d'exploitations pratiquant l'élevage bovin est passé de 54 à 35 entre 1988 et 2000, pour un nombre de tête équivalent (2 960 en 2000). Par contre l'élevage de la volaille a nettement progressé. Alors que 48 élevages disposaient de 19 438 bêtes en 1988, les 20 existantes en 2000 en comptaient 33 020. Entre 1988 et 2000, l'unité de travail annuel a été divisée par deux, passant de 94 à 53.

## Culture locale et patrimoine

### Lieux et monuments
L'église Saint-Pierre-et-Saint-Paul porte un écusson sculpté au-dessus de son portail central qui atteste sa date de construction : 1614. Construite pour remplacer une chapelle sur commande d'Étienne Raoul de la Guibougère, seigneur de La Motte, elle comporte une nef et une tour fortifiée. L'édifice est agrandi au XIXe siècle. Une flèche octogonale est placée sur la tour. L'église est de style roman. Les douze vitraux datent du XIXe siècle. Le retable date des XVIIe et XVIIIe siècles, la peinture centrale, œuvre de Joseph-René Gouézou peinte au milieu du XIXe siècle, représente le martyre du recteur de Maumusson lors de la Révolution, l'abbé Bouvier, qui eut le poignet tranché avant d'être fusillé. Ce religieux est inhumé dans l'église en 1795, sa pierre tombale est située dans le chœur.
« Les Basses-Chapellières » ou « les Chapellières » est le nom d'une demeure en tuffeau construite entre le début du XVIIe siècle et le XVIIIe siècle. À l'une de ses extrémités se trouve un pigeonnier couvert d'un toit en ardoise en forme de casque, élément architectural qui vaut à la bâtisse d'être localement baptisée « château ». Propriété du député Jacques Defermon, la maison est utilisée par les Chouans conduits par Jean Terrien, qui utilise notamment la fameuse « tour » comme cachette. En 2001, le manoir devient la propriété du journaliste et écrivain Pierre Péan, lui-même descendant de Jean Terrien,.
Le château de la Motte visible au XXIe siècle date de 1840, année au cours de laquelle la famille Bory entreprend une reconstruction. Seule la cave témoigne du château-fort avec tours et douves construit au début du XVIIe siècle par Étienne Raoul de la Guibourgère. Dans cette demeure a séjourné la marquise de Sévigné, invitée par la propriétaire d'alors, son amie Mme de la Troche.

### Héraldique
| Maumusson | Tiercé en pairle renversé : au premier, d'hermine plain ; au deuxième, de sinople au cerf d'or passant ; au troisième, de gueules à la clef d'or et l'épée d'argent garnie aussi d'or passées en sautoir. (Une autre version, donnée dans Maumusson, un siècle d'histoire : Tiercé en pairle renversé, à dextre d'hermines plain, à senestre de sinople au cerf d'or passant, en pointe de gueules à la clé d'or passée en sautoir à une épée à la poignée d'or et lame d'argent.) L'hermine évoque le blasonnement d'hermine plain de la Bretagne, rappelant l'appartenance passée de la ville au duché de Bretagne. Blason conçu par Olivier Cruau (délibération municipale du 7 juillet 1989). Le cerf évoque le bois de Maumusson et la couleur verte l'agriculture. La clef de saint Pierre et l'épée de saint Paul, les deux patrons de la paroisse, sont sur fond rouge, le sang des martyr de la Révolution. |

### Maumusson dans la culture

#### Légende
Les fées Mainberthes sont des fées bienfaisantes qui soulagent les personnes malades de leur labeur. Elles se réfugient dans des grottes ou sous des blocs de pierre, sur des points élevés proches d'un ruisseau, dans des lieux à l'écart. La roche aux Mainberthes est supposée être un de ces lieux. La légende, lorsqu'elle était véhiculée lors des veillées, avait l'avantage de dissuader les enfants de se risquer à aller dans des endroits dangereux.

#### Littérature
En 1987, l'écrivain et journaliste Pierre Péan a publié un ouvrage historique, Les Chapellières, du nom du château des Basses-Chapellières à Maumusson. Le thème de l'ouvrage est le croisement des destins du propriétaire, Jacques Defermon, juriste membre de la Convention et de l'Assemblée constituante puis conseiller financier et ministre d'état de Napoléon Ier, et de Jean Terrien, fils d'un métayer de Defermon installé à Issé et ancien séminariste, devenu chef chouan.

### Personnalités liées à la commune
- Yves Bouvier (1719-1794), prêtre nommé recteur de Maumusson en 1765 et mort en martyr le 14 mars 1794. Inhumé en l'église de Maumusson.
- Jacques Defermon (1752-1831), juriste membre de la Convention et de l'Assemblée constituante puis conseiller financier et ministre d'état de Napoléon Ier, propriétaire du château des Basses-Chapelières.
- Abbé Souffrant (1755-1828), curé de Maumusson pendant la révolution et sous la Terreur, prophétisa le retour de la Royauté en France, par le Grand Monarque, descendant de la branche aînée des Bourbons et issu d'un rameau coupé. Sept ans avant sa réalisation, il prédit l'apparition de la Croix de Migné.
- Jean Terrien (1766-1855), né à Maumusson, chef chouan.
- Pierre-Joseph Thomas (1861-1939), né à Maumusson, religieux, fondateur de la première caisse rurale du pays nantais.
- Louis Oury, né à Maumusson en 1933, est historien et écrivain.
- Pierre Péan (1938-2019), journaliste et écrivain, bien que né à Sablé-sur-Sarthe, sa famille était néanmoins originaire de la commune où il possédait la manoir des Basses-Chapellières depuis 2001[17] et dont il fut lui-même conseiller municipal entre 2008 et 2010. Il fut également l'auteur de « Les Chapellières : une terre, deux destins en pays chouan », un livre sur le chef chouan Jean Terrien (qui était son aïeul) et le conventionnel Jacques Defermon[18].